# Cupiennius remedius
Espèce
Cupiennius remedius est une espèce d'araignées aranéomorphes de la famille des Trechaleidae.

## Distribution
Cette espèce est endémique du Guatemala. Elle se rencontre vers Cobán.

## Description
La carapace des mâles mesure de 7 à 9 mm et la carapace des femelles de 7,4 à 9,3 mm.

## Publication originale
- Barth & Cordes, 1998 : Cupiennius remedius new species (Araneae, Ctenidae), and a key for the genus. Journal of Arachnology, vol. 26, p. 133-141 (texte intégral).